# Garrett Reisman
Garrett Erin Reisman (ur. 10 lutego 1968 w Morristown, New Jersey) – amerykański inżynier, astronauta, uczestnik dwóch lotów kosmicznych.

## Wykształcenie oraz praca zawodowa
- 1986 – ukończył szkołę średnią w Parsippany, stan New Jersey.
- 1991 – został absolwentem University of Pennsylvania, gdzie uzyskał licencjat z mechaniki i ekonomiki.
- 1992 – na California Institute of Technology uzyskał tytuł magistra w dziedzinie mechaniki. Po studiach, do 1996, pozostał na uczelni, gdzie zajmował się zagadnieniami związanymi z mechaniką płynów.
- 1996–1998 – pracował w firmie TRW w dziale zajmującym się technologią kosmiczną. Opracował m.in. system orientacji dla satelity Aqua stanowiącego element stworzonego przez NASA Systemu Obserwacji Ziemi (Earth Observing System).
- 1997 – uzyskał stopień doktora w dziedzinie mechaniki na California Institute of Technology.

## Praca w NASA i kariera astronauty
- 1998 – 4 czerwca został przyjęty do oddziału amerykańskich astronautów (nabór NASA-17(inne języki)) jako kandydat na specjalistę misji.
- 1999 – zakończył przeszkolenie podstawowe, po którym otrzymał przydział do Biura Astronautów NASA do wydziału robotyki (Office Robotics Branch), gdzie zajmował się pracami nad manipulatorem wahadłowca.
- 2001 – skierowano go do działu zajmującego się rozwojem statków kosmicznych (Advanced Vehicles Branch).
- 2003 – w czerwcu był w 4-osobowej załodze (misja NEEMO V) podwodnego laboratorium Aquarius, w którym spędził dwa tygodnie.
- 2006 – razem z rosyjskimi kandydatami do lotu w kosmos – Romanem Romanienką oraz Michaiłem Kornijenką uczestniczył w dwudobowym eksperymencie polegającym na przetrwaniu w ekstremalnych warunkach na wypadek awaryjnego lądowania.
- 2007 – 13 lutego wyznaczony został do składu 16 i 17 ekspedycji na Międzynarodową Stację Kosmiczną. Start zaplanowano podczas misji STS-123 w marcu 2008, a powrót w czerwcu 2008 razem z załogą STS-124.
- 2008 – 11 marca wystartował w kosmos do misji STS-123.
- 2010 – 14 maja na pokładzie wahadłowca Atlantis wystartował do swojej drugiej misji (STS-132).
- 2011 – w marcu opuścił NASA i zatrudnił się w prywatnej firmie SpaceX.
- Dekretem prezydenta Federacji Rosyjskiej Dmitrija Miedwiediewa, № 437 z 12 kwietnia 2011, został odznaczony Medalem „Za zasługi w podboju kosmosu”[1].

Stowarzyszenie Uczestników Lotów Kosmicznych (Association of Space Explorers) przyznało mu Universal Astronaut Insignia za lot orbitalny (nr 471).

## Wykaz lotów
| Loty kosmiczne, w których uczestniczył Garrett E. Reisman               | Loty kosmiczne, w których uczestniczył Garrett E. Reisman | Loty kosmiczne, w których uczestniczył Garrett E. Reisman | Loty kosmiczne, w których uczestniczył Garrett E. Reisman | Loty kosmiczne, w których uczestniczył Garrett E. Reisman | Loty kosmiczne, w których uczestniczył Garrett E. Reisman | Loty kosmiczne, w których uczestniczył Garrett E. Reisman |
| №                                                                       | Data startu                                               | Statek kosmiczny                                          | Data lądowania                                            | Statek kosmiczny                                          | Funkcja                                                   | Czas trwania                                              |
| ----------------------------------------------------------------------- | --------------------------------------------------------- | --------------------------------------------------------- | --------------------------------------------------------- | --------------------------------------------------------- | --------------------------------------------------------- | --------------------------------------------------------- |
| 1                                                                       | 11 marca 2008                                             | STS-123 Endeavour F-21                                    | 14 czerwca 2008                                           | STS-124 Discovery F-35                                    | Specjalista misji                                         | 95 dni 8 godzin 47 minut i 5 sekund.                      |
| 2                                                                       | 14 maja 2010                                              | STS-132 Atlantis F-32                                     | 26 maja 2010                                              | STS-132 Atlantis F-32                                     | Specjalista misji                                         | 11 dni 18 godzin 28 minut i 2 sekundy                     |
| Łączny czas spędzony w kosmosie – 107 dni 3 godziny 15 minut i 5 sekund |                                                           |                                                           |                                                           |                                                           |                                                           |                                                           |